# Agustín Almodóbar Barceló
Agustín Almodóbar Barceló (Benidorm, 1 de diciembre de 1977) es un político español, senador en el Senado en las legislaturas IX, X, XI, XII, y XV; y diputado en el  Congreso en las legislaturas XIII y XIV.
Forma parte de una familia que ha estado en la dirección del partido popular durante décadas.

## Biografía
Es hijo del empresario hotelero Agustín Almodóvar Juan y la política Ángela Barceló. Nieto del dirigente y también senador del Partido Popular (PP) en Benidorm Miguel Barceló Pérez. Asimismo es sobrino de Eduardo Zaplana, que fue presidente de la Generalidad Valenciana, diputado y ministro del Gobierno de España. Fue presidente de Nuevas Generaciones en Benidorm. En octubre de 2008 sustituyó a su abuelo en el escaño en el Senado de España, donde fue portavoz de la Comisión de Industria, Comercio y Turismo del Senado.
Posteriormente sería elegido senador por Alicante en las elecciones generales españolas de 2011, 2015 y 2016. En las elecciones de abril de 2019 obtuvo el escaño por Alicante en el Congreso de los Diputados y lo revalidó en la repetición electoral de noviembre del mismo año. Con la siguiente convocatoria de elecciones de 2023 regresó al escaño del Senado. 